# Vifolka härads sparbank
Vifolka härads sparbank grundades 1866 och ersatte då två kortlivade sparbanker (Normlösa och Herrberga församlingars sparbank och Mjölby församlings sparbank). Den verkade som en fristående sparbank tills den år 1970 uppgick i Sparbanken Östergötland, som sedermera blev en del av Swedbank.

## Direktörer
- 1927–1948: Carl Olof Hagelin (född 1889).[1][2]